# Fraisse-Cabardès
Fraisse-Cabardès – miejscowość i gmina we Francji, w regionie Oksytania, w departamencie Aude.
Według danych na rok 1990 gminę zamieszkiwało 97 osób, a gęstość zaludnienia wynosiła 14 osób/km² (wśród 1545 gmin Langwedocji-Roussillon Fraisse-Cabardès plasuje się na 805. miejscu pod względem liczby ludności, natomiast pod względem powierzchni na miejscu 904.).